# Aulonothroscus parallelus
Aulonothroscus parallelus är en skalbaggsart som beskrevs av Blanchard 1917. Aulonothroscus parallelus ingår i släktet Aulonothroscus och familjen småknäppare. Inga underarter finns listade i Catalogue of Life.